# Collegio elettorale di Como (Senato della Repubblica)
Il collegio di Como fu un collegio elettorale uninominale della Repubblica Italiana appartenente alla Circoscrizione Lombardia; fu utilizzato per eleggere un senatore della Repubblica dalla I alla XIV legislatura, sebbene con forme diverse e sistemi elettorali diversi.

## Storia
Il collegio venne creato nel 1948 secondo la legge n. 29 del 6 febbraio 1948 la quale, pur basandosi sull'impianto proporzionale in vigore per la Camera, rispetto a quest'ultima conteneva alcuni piccoli correttivi in senso maggioritario. Tale legge ebbe il suo definitivo perfezionamento col Testo Unico n. 361 del 1957. Differentemente dalla Camera, la legge elettorale del Senato si articolava su base regionale, seguendo il dettato costituzionale (art.57). Ogni Regione era suddivisa in tanti collegi uninominali quanti erano i seggi ad essa assegnati. All'interno di ciascun collegio, veniva eletto il candidato che avesse raggiunto il quorum del 65% delle preferenze: tale soglia, oggettivamente di difficilissimo conseguimento, tradiva l'impianto proporzionale su cui era concepito anche il sistema elettorale della Camera Alta. Qualora, come normalmente avveniva, nessun candidato avesse conseguito l'elezione, i voti di tutti i candidati venivano raggruppati in liste di partito a livello regionale, dove i seggi venivano allocati utilizzando il metodo D'Hondt delle maggiori medie statistiche e quindi, all'interno di ciascuna lista, venivano dichiarati eletti i candidati con le migliori percentuali di preferenza.
Nel 1993, con la cosiddetta Legge Mattarella (Legge n. 276, Norme per l'elezione del Senato della Repubblica), attuata in seguito al referendum abrogativo del 1993, venne istituito per la Camera dei deputati e per il Senato della Repubblica un sistema di elezione misto, in parte maggioritario e in parte proporzionale. Il 75% dei parlamentari dell'assemblea veniva eletto in collegi uninominali tramite sistema maggioritario a turno unico; il restante 25% al Senato veniva eletto tramite recupero proporzionale dei più votati non eletti attraverso un meccanismo di calcolo denominato "scorporo", cioè sottraendo dal conteggio dei voti totali di una lista nella parte proporzionale i voti ottenuti dai candidati collegati alla medesima lista che erano eletti nei collegi uninominali con il sistema maggioritario.
Il collegio venne abolito insieme a tutti gli altri che costituivano il Senato con la promulgazione della legge elettorale successiva, la cosiddetta Legge Calderoli. Questa prevedeva un sistema proporzionale con premio di maggioranza, che al Senato veniva attribuito a livello regionale.

## 1948-1993

### Territorio
Il collegio di Como era uno dei 31 collegi uninominali in cui era suddivisa la Lombardia; comprendeva i seguenti comuni: Albavilla, Albese con Cassano, Alzate Brianza, Argegno, Bellagio, Blessagno, Blevio, Brunate, Campione d'Italia, Capiago Intimiano, Carate Urio, Carlazzo, Casasco d'Intelvi, Casnate con Bernate, Cassina Rizzardi, Castiglione d'Intelvi, Cavargna, Cerano d'Intelvi, Cernobbio, Claino con Osteno, Como, Corrido, Cremia, Cusino, Dizzasco, Domaso, Dongo, Faggeto Lario, Fino Mornasco, Garzeno, Gera Lario, Gironico, Grandate, Grandola ed Uniti, Gravedona, Griante, Isola Comacina, Laglio Brienno, Laino, Lanzo d'Intelvi, Lenno, Lezzeno, Lieto Colle, Lipomo, Luisago, Maslianico, Menaggio, Mezzegra, Moltrasio, Montano Lucino, Montemezzo, Montorfano, Musso, Nesso, Orsenigo, Pellio Intelvi, Pianello del Lario, Pigra, Plesio, Pognana Lario, Ponna, Porlezza, Ramponio Verna, San Bartolomeo Val Cavargna, San Fedele Intelvi, San Fermo della Battaglia, Santa Maria Rezzonico, Schignano, Senna Comasco, Sorico, Stazzona, Tavernerio, Torno, Tremezzo, Trezzone, Val Rezzo, Valsolda, Villa Guardia e Zelbio.

### Dati elettorali

#### I legislatura
|                                                                                | Mariano Rosati ✔️ Eletto | Democrazia Cristiana                             | 63 532  | 60,20 |  |  |  |  |  |
|                                                                                | Luigi Rovelli            | Fronte Democratico Popolare                      | 23 734  | 22,49 |  |  |  |  |  |
|                                                                                | Pietro Binda             | Unità Socialista - Partito Repubblicano Italiano | 18 263  | 17,31 |  |  |  |  |  |
| Totale                                                                         | Totale                   | Totale                                           | 105 529 | 100   |  |  |  |  |  |
|                                                                                |                          |                                                  |         |       |  |  |  |  |  |
| Voti non validi                                                                | Voti non validi          | Voti non validi                                  | 6 070   | 5,44  |  |  |  |  |  |
| Votanti                                                                        | Votanti                  | Votanti                                          | 111 599 | 92,96 |  |  |  |  |  |
| Elettori                                                                       | Elettori                 | Elettori                                         | 120 046 |       |  |  |  |  |  |
|                                                                                |                          |                                                  |         |       |  |  |  |  |  |
| Nota: quorum del 65% non raggiunto; ripartizione dei seggi a livello regionale |                          |                                                  |         |       |  |  |  |  |  |
| Data: 18 aprile 1948                                                           |                          |                                                  |         |       |  |  |  |  |  |
| Fonte: Ministero dell'interno                                                  |                          |                                                  |         |       |  |  |  |  |  |

#### II legislatura
|                                                                                | Giuseppe Terragni          | Democrazia Cristiana                    | 51 351  | 46,06 |  |  |  |  |  |
|                                                                                | Guido Porta                | Partito Socialista Italiano             | 18 856  | 16,91 |  |  |  |  |  |
|                                                                                | Luigi Zuccoli              | Partito Comunista Italiano              | 12 359  | 11,09 |  |  |  |  |  |
|                                                                                | Pietro Binda               | Partito Socialista Democratico Italiano | 8 258   | 7,41  |  |  |  |  |  |
|                                                                                | Attilio Terragni ✔️ Eletto | Partito Nazionale Monarchico            | 7 612   | 6,83  |  |  |  |  |  |
|                                                                                | Elvezio Giorgetti          | Movimento Sociale Italiano              | 4 961   | 4,45  |  |  |  |  |  |
|                                                                                | Eugenio Rosasco            | Partito Liberale Italiano               | 3 825   | 3,43  |  |  |  |  |  |
|                                                                                | Ferruccio Parri            | Unità Popolare                          | 2 411   | 2,16  |  |  |  |  |  |
|                                                                                | Alfredo Romanini           | Altri gruppi                            | 949     | 0,85  |  |  |  |  |  |
|                                                                                | Alessandro Tessuto         | Partito Repubblicano Italiano           | 897     | 0,80  |  |  |  |  |  |
| Totale                                                                         | Totale                     | Totale                                  | 111 479 | 100   |  |  |  |  |  |
|                                                                                |                            |                                         |         |       |  |  |  |  |  |
| Voti non validi                                                                | Voti non validi            | Voti non validi                         | 5 309   | 4,55  |  |  |  |  |  |
| Votanti                                                                        | Votanti                    | Votanti                                 | 116 788 | 94,11 |  |  |  |  |  |
| Elettori                                                                       | Elettori                   | Elettori                                | 124 103 |       |  |  |  |  |  |
|                                                                                |                            |                                         |         |       |  |  |  |  |  |
| Nota: quorum del 65% non raggiunto; ripartizione dei seggi a livello regionale |                            |                                         |         |       |  |  |  |  |  |
| Data: 7 giugno 1953                                                            |                            |                                         |         |       |  |  |  |  |  |
| Fonte: Ministero dell'interno                                                  |                            |                                         |         |       |  |  |  |  |  |

#### III legislatura
|                                                                                | Pasquale Valsecchi  | Democrazia Cristiana                    | 54 190  | 45,87 |  |  |  |  |  |
|                                                                                | Bruno Aldo Amoletti | Partito Socialista Italiano             | 23 789  | 20,14 |  |  |  |  |  |
|                                                                                | Ezio Chichiarelli   | Partito Comunista Italiano              | 11 173  | 9,46  |  |  |  |  |  |
|                                                                                | Luigi Rovelli       | Partito Socialista Democratico Italiano | 9 139   | 7,74  |  |  |  |  |  |
|                                                                                | Giovanni Botta      | Partito Liberale Italiano               | 6 690   | 5,66  |  |  |  |  |  |
|                                                                                | Carlo Baragiola     | Movimento Sociale Italiano              | 6 228   | 5,27  |  |  |  |  |  |
|                                                                                | Carlo Ferrario      | Partito Nazionale Monarchico            | 4 803   | 4,07  |  |  |  |  |  |
|                                                                                | Domenico Salvadori  | Partito Monarchico Popolare             | 1 324   | 1,12  |  |  |  |  |  |
|                                                                                | Achille Ottolenghi  | PRI - PR                                | 800     | 0,68  |  |  |  |  |  |
| Totale                                                                         | Totale              | Totale                                  | 118 136 | 100   |  |  |  |  |  |
|                                                                                |                     |                                         |         |       |  |  |  |  |  |
| Voti non validi                                                                | Voti non validi     | Voti non validi                         | 5 261   | 4,26  |  |  |  |  |  |
| Votanti                                                                        | Votanti             | Votanti                                 | 123 397 | 94,89 |  |  |  |  |  |
| Elettori                                                                       | Elettori            | Elettori                                | 130 039 |       |  |  |  |  |  |
|                                                                                |                     |                                         |         |       |  |  |  |  |  |
| Nota: quorum del 65% non raggiunto; ripartizione dei seggi a livello regionale |                     |                                         |         |       |  |  |  |  |  |
| Data: 25 maggio 1958                                                           |                     |                                         |         |       |  |  |  |  |  |
| Fonte: Ministero dell'interno                                                  |                     |                                         |         |       |  |  |  |  |  |

#### IV legislatura
|                                                                                | Pasquale Valsecchi ✔️ Eletto | Democrazia Cristiana                             | 51 203  | 40,25  |  |  |  |  |  |
|                                                                                | Bruno Amoletti ✔️ Eletto     | Partito Socialista Italiano                      | 25 390  | 19,96  |  |  |  |  |  |
|                                                                                | E. Somaini                   | Partito Liberale Italiano                        | 15 430  | 12,13  |  |  |  |  |  |
|                                                                                | G. Perretta                  | Partito Comunista Italiano                       | 15 073  | 11,85  |  |  |  |  |  |
|                                                                                | G. Gabaglio                  | Partito Socialista Democratico Italiano          | 11 756  | 9,24   |  |  |  |  |  |
|                                                                                | G. Pagani                    | Movimento Sociale Italiano                       | 5 476   | 4,31   |  |  |  |  |  |
|                                                                                | G. Longinotti                | Partito Democratico Italiano di Unità Monarchica | 2 306   | 1,81   |  |  |  |  |  |
|                                                                                | R. Recchioni                 | Partito Repubblicano Italiano                    | 564     | 0,44   |  |  |  |  |  |
| Totale                                                                         | Totale                       | Totale                                           | 127 198 | 100    |  |  |  |  |  |
|                                                                                |                              |                                                  |         |        |  |  |  |  |  |
| Voti non validi                                                                | Voti non validi              | Voti non validi                                  | 12 019  | 8,63   |  |  |  |  |  |
| Votanti                                                                        | Votanti                      | Votanti                                          | 139 217 | 100,00 |  |  |  |  |  |
| Elettori                                                                       | Elettori                     | Elettori                                         | 139 217 |        |  |  |  |  |  |
|                                                                                |                              |                                                  |         |        |  |  |  |  |  |
| Nota: quorum del 65% non raggiunto; ripartizione dei seggi a livello regionale |                              |                                                  |         |        |  |  |  |  |  |
| Data: 28 aprile 1963                                                           |                              |                                                  |         |        |  |  |  |  |  |
| Fonte: Ministero dell'interno                                                  |                              |                                                  |         |        |  |  |  |  |  |

#### V legislatura
|                                                                                | Pasquale Valsecchi ✔️ Eletto | Democrazia Cristiana                             | 59 505  | 44,00 |  |  |  |  |  |
|                                                                                | V. Scarpina                  | PCI - PSIUP                                      | 27 258  | 20,15 |  |  |  |  |  |
|                                                                                | Bruno Amoletti               | PSI-PSDI Unificati                               | 24 502  | 18,12 |  |  |  |  |  |
|                                                                                | G. Botta                     | Partito Liberale Italiano                        | 15 283  | 11,30 |  |  |  |  |  |
|                                                                                | G. Pagani                    | Movimento Sociale Italiano                       | 5 557   | 4,11  |  |  |  |  |  |
|                                                                                | ?                            | Partito Democratico Italiano di Unità Monarchica | 1 871   | 1,38  |  |  |  |  |  |
|                                                                                | F. Ercolani                  | Partito Repubblicano Italiano                    | 1 266   | 0,94  |  |  |  |  |  |
| Totale                                                                         | Totale                       | Totale                                           | 135 242 | 100   |  |  |  |  |  |
|                                                                                |                              |                                                  |         |       |  |  |  |  |  |
| Voti non validi                                                                | Voti non validi              | Voti non validi                                  | 5 994   | 4,24  |  |  |  |  |  |
| Votanti                                                                        | Votanti                      | Votanti                                          | 141 236 | 95,42 |  |  |  |  |  |
| Elettori                                                                       | Elettori                     | Elettori                                         | 148 020 |       |  |  |  |  |  |
|                                                                                |                              |                                                  |         |       |  |  |  |  |  |
| Nota: quorum del 65% non raggiunto; ripartizione dei seggi a livello regionale |                              |                                                  |         |       |  |  |  |  |  |
| Data: 19 maggio 1968                                                           |                              |                                                  |         |       |  |  |  |  |  |
| Fonte: Ministero dell'interno                                                  |                              |                                                  |         |       |  |  |  |  |  |

#### VI legislatura
|                                                                                | Ubaldo De Ponti ✔️ Eletto     | Democrazia Cristiana                    | 62 695  | 43,96 |  |  |  |  |  |
|                                                                                | A. Tondo                      | PCI - PSIUP                             | 25 923  | 18,18 |  |  |  |  |  |
|                                                                                | B. Somaini                    | Partito Socialista Italiano             | 15 194  | 10,65 |  |  |  |  |  |
|                                                                                | Virginio Bertinelli ✔️ Eletto | Partito Socialista Democratico Italiano | 13 158  | 9,23  |  |  |  |  |  |
|                                                                                | P. Cattaneo                   | Movimento Sociale Italiano              | 11 178  | 7,84  |  |  |  |  |  |
|                                                                                | D. Gurdjian                   | Partito Liberale Italiano               | 9 948   | 6,98  |  |  |  |  |  |
|                                                                                | Angelo Cinti                  | Partito Repubblicano Italiano           | 4 512   | 3,16  |  |  |  |  |  |
| Totale                                                                         | Totale                        | Totale                                  | 142 608 | 100   |  |  |  |  |  |
|                                                                                |                               |                                         |         |       |  |  |  |  |  |
| Voti non validi                                                                | Voti non validi               | Voti non validi                         | 5 846   | 3,94  |  |  |  |  |  |
| Votanti                                                                        | Votanti                       | Votanti                                 | 148 454 | 95,47 |  |  |  |  |  |
| Elettori                                                                       | Elettori                      | Elettori                                | 155 496 |       |  |  |  |  |  |
|                                                                                |                               |                                         |         |       |  |  |  |  |  |
| Nota: quorum del 65% non raggiunto; ripartizione dei seggi a livello regionale |                               |                                         |         |       |  |  |  |  |  |
| Data: 7 maggio 1972                                                            |                               |                                         |         |       |  |  |  |  |  |
| Fonte: Ministero dell'interno                                                  |                               |                                         |         |       |  |  |  |  |  |

#### VII legislatura
|                                                                                | Luigi Borghi ✔️ Eletto   | Democrazia Cristiana                    | 66 246  | 44,84 |  |  |  |  |  |
|                                                                                | Stefano Pedrazzani       | Partito Comunista Italiano              | 34 037  | 23,04 |  |  |  |  |  |
|                                                                                | Bruno Amoletti           | Partito Socialista Italiano             | 16 787  | 11,36 |  |  |  |  |  |
|                                                                                | Romeo Cantoni            | Movimento Sociale Italiano              | 9 064   | 6,13  |  |  |  |  |  |
|                                                                                | Gianfranco Conti Persini | Partito Socialista Democratico Italiano | 7 991   | 5,41  |  |  |  |  |  |
|                                                                                | Angelo Cinti             | Partito Repubblicano Italiano           | 5 883   | 3,98  |  |  |  |  |  |
|                                                                                | Renato Ostinelli         | Partito Liberale Italiano               | 4 435   | 3,00  |  |  |  |  |  |
|                                                                                | Manlio Antonio Corabi    | Democrazia Proletaria                   | 1 937   | 1,31  |  |  |  |  |  |
|                                                                                | Graziano Laurini         | Partito Radicale                        | 1 375   | 0,93  |  |  |  |  |  |
| Totale                                                                         | Totale                   | Totale                                  | 147 755 | 100   |  |  |  |  |  |
|                                                                                |                          |                                         |         |       |  |  |  |  |  |
| Voti non validi                                                                | Voti non validi          | Voti non validi                         | 5 143   | 3,36  |  |  |  |  |  |
| Votanti                                                                        | Votanti                  | Votanti                                 | 152 898 | 94,46 |  |  |  |  |  |
| Elettori                                                                       | Elettori                 | Elettori                                | 161 857 |       |  |  |  |  |  |
|                                                                                |                          |                                         |         |       |  |  |  |  |  |
| Nota: quorum del 65% non raggiunto; ripartizione dei seggi a livello regionale |                          |                                         |         |       |  |  |  |  |  |
| Data: 20 giugno 1976                                                           |                          |                                         |         |       |  |  |  |  |  |
| Fonte: Ministero dell'interno                                                  |                          |                                         |         |       |  |  |  |  |  |

#### VIII legislatura
|                                                                                | ? ✔️ Eletto                        | Democrazia Cristiana                         | 61 403  | 41,99 |  |  |  |  |  |
|                                                                                | M. De Rosa                         | Partito Comunista Italiano                   | 31 135  | 21,29 |  |  |  |  |  |
|                                                                                | Renzo Pigni                        | Partito Socialista Italiano                  | 17 338  | 11,86 |  |  |  |  |  |
|                                                                                | Gianfranco Conti Persini ✔️ Eletto | Partito Socialista Democratico Italiano      | 10 027  | 6,86  |  |  |  |  |  |
|                                                                                | Pietro Serrentino                  | Partito Liberale Italiano                    | 7 768   | 5,31  |  |  |  |  |  |
|                                                                                | A. Morabito                        | Movimento Sociale Italiano                   | 6 550   | 4,48  |  |  |  |  |  |
|                                                                                | Angelo Cinti                       | Partito Repubblicano Italiano                | 4 857   | 3,32  |  |  |  |  |  |
|                                                                                | Adele Faccio                       | Partito Radicale                             | 4 828   | 3,30  |  |  |  |  |  |
|                                                                                | R. Cantoni                         | Costituente di Destra - Democrazia Nazionale | 1 528   | 1,04  |  |  |  |  |  |
|                                                                                | M. Gorla                           | Nuova Sinistra Unita                         | 811     | 0,55  |  |  |  |  |  |
| Totale                                                                         | Totale                             | Totale                                       | 146 245 | 100   |  |  |  |  |  |
|                                                                                |                                    |                                              |         |       |  |  |  |  |  |
| Voti non validi                                                                | Voti non validi                    | Voti non validi                              | 7 672   | 4,98  |  |  |  |  |  |
| Votanti                                                                        | Votanti                            | Votanti                                      | 153 917 | 92,58 |  |  |  |  |  |
| Elettori                                                                       | Elettori                           | Elettori                                     | 166 255 |       |  |  |  |  |  |
|                                                                                |                                    |                                              |         |       |  |  |  |  |  |
| Nota: quorum del 65% non raggiunto; ripartizione dei seggi a livello regionale |                                    |                                              |         |       |  |  |  |  |  |
| Data: 3 giugno 1979                                                            |                                    |                                              |         |       |  |  |  |  |  |
| Fonte: Ministero dell'interno                                                  |                                    |                                              |         |       |  |  |  |  |  |

#### IX legislatura
|                                                                                | Gianfranco Aliverti ✔️ Eletto      | Democrazia Cristiana                    | 51 306  | 35,72 |  |  |  |  |  |
|                                                                                | Sebastiano D'Amico                 | Partito Comunista Italiano              | 27 886  | 19,42 |  |  |  |  |  |
|                                                                                | Egidio Iaconianni                  | Partito Socialista Italiano             | 15 720  | 10,95 |  |  |  |  |  |
|                                                                                | Alberto Botta                      | Movimento Sociale Italiano              | 11 725  | 8,16  |  |  |  |  |  |
|                                                                                | Gianfranco Conti Persini ✔️ Eletto | Partito Socialista Democratico Italiano | 10 695  | 7,45  |  |  |  |  |  |
|                                                                                | Vittorio Olcese                    | Partito Repubblicano Italiano           | 9 442   | 6,57  |  |  |  |  |  |
|                                                                                | Enrico Ballerini                   | Partito Liberale Italiano               | 7 790   | 5,42  |  |  |  |  |  |
|                                                                                | Giuseppe Zamperini                 | Partito Nazionale Pensionati            | 3 403   | 2,37  |  |  |  |  |  |
|                                                                                | Adele Faccio                       | Partito Radicale                        | 3 191   | 2,22  |  |  |  |  |  |
|                                                                                | Franco Calamida                    | Democrazia Proletaria                   | 1 876   | 1,31  |  |  |  |  |  |
|                                                                                | Maria Anela Cerami Spallina        | Partito Cristiano Azione Sociale        | 310     | 0,22  |  |  |  |  |  |
|                                                                                | Vittoria Gerra Candela             | Lista per Trieste                       | 281     | 0,20  |  |  |  |  |  |
| Totale                                                                         | Totale                             | Totale                                  | 143 625 | 100   |  |  |  |  |  |
|                                                                                |                                    |                                         |         |       |  |  |  |  |  |
| Voti non validi                                                                | Voti non validi                    | Voti non validi                         | 9 851   | 6,42  |  |  |  |  |  |
| Votanti                                                                        | Votanti                            | Votanti                                 | 153 476 | 90,29 |  |  |  |  |  |
| Elettori                                                                       | Elettori                           | Elettori                                | 169 980 |       |  |  |  |  |  |
|                                                                                |                                    |                                         |         |       |  |  |  |  |  |
| Nota: quorum del 65% non raggiunto; ripartizione dei seggi a livello regionale |                                    |                                         |         |       |  |  |  |  |  |
| Data: 26 giugno 1983                                                           |                                    |                                         |         |       |  |  |  |  |  |
| Fonte: Ministero dell'interno                                                  |                                    |                                         |         |       |  |  |  |  |  |

#### X legislatura
|                                                                                | Gianfranco Aliverti ✔️ Eletto | Democrazia Cristiana                    | 52 381  | 34,74 |  |  |  |  |  |
|                                                                                | Egidio Iacoianni              | Partito Socialista Italiano             | 26 092  | 17,30 |  |  |  |  |  |
|                                                                                | G. Cano                       | Partito Comunista Italiano              | 23 501  | 15,59 |  |  |  |  |  |
|                                                                                | Alberto Botta                 | Movimento Sociale Italiano              | 10 664  | 7,07  |  |  |  |  |  |
|                                                                                | Umberto Bossi                 | Lega Lombarda                           | 9 218   | 6,11  |  |  |  |  |  |
|                                                                                | Gianfranco Conti Persini      | Partito Socialista Democratico Italiano | 7 223   | 4,79  |  |  |  |  |  |
|                                                                                | P. Gilardoni                  | Partito Repubblicano Italiano           | 6 104   | 4,05  |  |  |  |  |  |
|                                                                                | C. Pedraglio                  | Partito Liberale Italiano               | 4 603   | 3,05  |  |  |  |  |  |
|                                                                                | P. Nahmias                    | Lista Verde                             | 4 027   | 2,67  |  |  |  |  |  |
|                                                                                | D. Bianchi                    | Partito Radicale                        | 3 813   | 2,53  |  |  |  |  |  |
|                                                                                | M. Ceruti Mazzoli             | Democrazia Proletaria                   | 2 119   | 1,41  |  |  |  |  |  |
|                                                                                | N. Gurciuollo                 | Liga Veneta-Pensionati Uniti            | 853     | 0,57  |  |  |  |  |  |
|                                                                                | C. Braccini                   | Alleanza Popolare Pensionati            | 194     | 0,13  |  |  |  |  |  |
| Totale                                                                         | Totale                        | Totale                                  | 150 792 | 100   |  |  |  |  |  |
|                                                                                |                               |                                         |         |       |  |  |  |  |  |
| Voti non validi                                                                | Voti non validi               | Voti non validi                         | 7 701   | 4,86  |  |  |  |  |  |
| Votanti                                                                        | Votanti                       | Votanti                                 | 158 493 | 91,55 |  |  |  |  |  |
| Elettori                                                                       | Elettori                      | Elettori                                | 173 129 |       |  |  |  |  |  |
|                                                                                |                               |                                         |         |       |  |  |  |  |  |
| Nota: quorum del 65% non raggiunto; ripartizione dei seggi a livello regionale |                               |                                         |         |       |  |  |  |  |  |
| Data: 14 giugno 1987                                                           |                               |                                         |         |       |  |  |  |  |  |
| Fonte: Ministero dell'interno                                                  |                               |                                         |         |       |  |  |  |  |  |

#### XI legislatura
|                                                                                | Gianfranco Miglio ✔️ Eletto | Lega Lombarda                           | 43 125  | 27,58 |  |  |  |  |  |
|                                                                                | Giuseppe Anzani             | Democrazia Cristiana                    | 39 874  | 25,50 |  |  |  |  |  |
|                                                                                | Gianfranco Conti Persini    | Partito Socialista Italiano             | 20 837  | 13,33 |  |  |  |  |  |
|                                                                                | Maria Vinci                 | Partito Democratico della Sinistra      | 11 066  | 7,08  |  |  |  |  |  |
|                                                                                | Aldo Nicoli                 | Partito della Rifondazione Comunista    | 6 169   | 3,95  |  |  |  |  |  |
|                                                                                | Albertina Vanini Azzola     | Movimento Sociale Italiano              | 5 810   | 3,72  |  |  |  |  |  |
|                                                                                | Pietro Gilardoni            | Partito Repubblicano Italiano           | 5 655   | 3,62  |  |  |  |  |  |
|                                                                                | Fulco Pratesi               | Federazione dei Verdi                   | 4 711   | 3,01  |  |  |  |  |  |
|                                                                                | Aldo Bresciani              | Partito Liberale Italiano               | 3 346   | 2,14  |  |  |  |  |  |
|                                                                                | Fiamma Paoli                | Lega Alpina Lumbarda                    | 2 968   | 1,90  |  |  |  |  |  |
|                                                                                | Gianluigi Melega            | Lista Marco Pannella                    | 2 063   | 1,32  |  |  |  |  |  |
|                                                                                | Franca Filiberti            | La Lega Casalinghe-Pensionati           | 1 970   | 1,26  |  |  |  |  |  |
|                                                                                | Antonio Natale              | Partito Pensionati                      | 1 866   | 1,19  |  |  |  |  |  |
|                                                                                | Giorgio Brusadelli          | Partito Socialista Democratico Italiano | 1 416   | 0,91  |  |  |  |  |  |
|                                                                                | Natale Ghisleni             | Lega Lombardia Europea                  | 1 297   | 0,83  |  |  |  |  |  |
|                                                                                | Angelo Curtoni              | Sì Referendum                           | 1 229   | 0,79  |  |  |  |  |  |
|                                                                                | Alberto Botta               | Movimento Fascismo e Libertà            | 1 169   | 0,75  |  |  |  |  |  |
|                                                                                | Piero Mainini               | Alleanza Lombarda Autonomia             | 1 010   | 0,65  |  |  |  |  |  |
|                                                                                | Ulisse Pezzotta             | Federalismo - Pensionati Uomini Vivi    | 504     | 0,32  |  |  |  |  |  |
|                                                                                | Enrico Mores                | Caccia Pesca Ambiente                   | 272     | 0,17  |  |  |  |  |  |
| Totale                                                                         | Totale                      | Totale                                  | 156 357 | 100   |  |  |  |  |  |
|                                                                                |                             |                                         |         |       |  |  |  |  |  |
| Voti non validi                                                                | Voti non validi             | Voti non validi                         | 7 948   | 4,84  |  |  |  |  |  |
| Votanti                                                                        | Votanti                     | Votanti                                 | 164 305 | 90,90 |  |  |  |  |  |
| Elettori                                                                       | Elettori                    | Elettori                                | 180 755 |       |  |  |  |  |  |
|                                                                                |                             |                                         |         |       |  |  |  |  |  |
| Nota: quorum del 65% non raggiunto; ripartizione dei seggi a livello regionale |                             |                                         |         |       |  |  |  |  |  |
| Data: 5 aprile 1992                                                            |                             |                                         |         |       |  |  |  |  |  |
| Fonte: Ministero dell'interno                                                  |                             |                                         |         |       |  |  |  |  |  |

## 1993-2005

### Territorio
Il collegio di Como era uno dei 31 collegi uninominali in cui era suddivisa la Lombardia; come previsto dal D.Lgs. del 20 dicembre 1993 n. 535, e comprendeva i seguenti comuni: Albiolo, Appiano Gentile, Beregazzo con Figliaro, Binago, Bizzarone, Blevio, Bregnano, Brunate, Bulgarograsso, Cadorago, Cagno, Carate Urio, Carbonate, Cassina Rizzardi, Castelnuovo Bozzente, Cavallasca, Cernobbio, Cirimido, Como, Drezzo, Faloppio, Fenegrò, Fino Mornasco, Gironico, Grandate, Guanzate, Laglio, Limido Comasco, Lipomo, Locate Varesino, Lomazzo, Luisago, Lurago Marinone, Lurate Caccivio, Maslianico, Moltrasio, Montano Lucino, Mozzate, Olgiate Comasco, Oltrona di San Mamette, Parè, Rodero, Ronago, Rovellasca, Rovello Porro, San Fermo della Battaglia, Solbiate, Sorico, Torno, Turate, Uggiate-Trevano, Val Rezzo, Valmorea, Veniano e Villa Guardia.

### Eletti
| Elezione | Elezione                 | Senatore             | Partito                 |
| -------- | ------------------------ | -------------------- | ----------------------- |
|          | 1994                     | Gianfranco Miglio    | Polo delle Libertà (LN) |
| 1996     | Polo per le Libertà (PF) | Gianfranco Miglio    |                         |
|          | 2001                     | Celestino Pedrazzini | Casa delle Libertà (LN) |

### Dati elettorali

#### XII legislatura
|                               | Gianfranco Miglio ✔️ Eletto | Polo delle Libertà           | 81 762  | 47,87 |  |  |  |  |  |
|                               | Emilio Russo                | Progressisti                 | 28 077  | 16,44 |  |  |  |  |  |
|                               | Giacomo Bodero Maccabeo     | Patto per l'Italia           | 26 379  | 15,44 |  |  |  |  |  |
|                               | Gianantonio Paganini        | Alleanza Nazionale           | 13 096  | 7,67  |  |  |  |  |  |
|                               | Laura Zigliani              | Lega Alpina Lumbarda         | 8 304   | 4,86  |  |  |  |  |  |
|                               | Federico Bazzi              | Lista Pannella - Riformatori | 6 710   | 3,93  |  |  |  |  |  |
|                               | Francesca Maria Gamba       | Partito Pensionati           | 3 664   | 2,15  |  |  |  |  |  |
|                               | Ivana Pappagallo            | Lega di Angela Bossi         | 1 794   | 1,05  |  |  |  |  |  |
|                               | Gennaro Ceglia              | Partito della Legge Naturale | 1 022   | 0,60  |  |  |  |  |  |
| Totale                        | Totale                      | Totale                       | 170 808 | 100   |  |  |  |  |  |
|                               |                             |                              |         |       |  |  |  |  |  |
| Voti non validi               | Voti non validi             | Voti non validi              | 8 994   | 5,00  |  |  |  |  |  |
| Votanti                       | Votanti                     | Votanti                      | 179 802 | 99,89 |  |  |  |  |  |
| Elettori                      | Elettori                    | Elettori                     | 180 000 |       |  |  |  |  |  |
|                               |                             |                              |         |       |  |  |  |  |  |
| Data: 27-28 marzo 1994        |                             |                              |         |       |  |  |  |  |  |
| Fonte: Ministero dell'interno |                             |                              |         |       |  |  |  |  |  |

#### XIII legislatura
|                               | Gianfranco Miglio ✔️ Eletto | Polo per le Libertà                      | 59 238  | 35,18 |  |  |  |  |  |
|                               | Gianfranco Peruzzo          | L'Ulivo                                  | 49 257  | 29,25 |  |  |  |  |  |
|                               | Gabriele Ostinelli          | Lega Nord                                | 45 877  | 27,24 |  |  |  |  |  |
|                               | Giulio Bonfadini            | Lega per l'Autonomia - Alleanza Lombarda | 4 138   | 2,46  |  |  |  |  |  |
|                               | Carlo Fraticelli            | Lista Pannella-Sgarbi                    | 3 631   | 2,16  |  |  |  |  |  |
|                               | Vittorio Boleso             | Movimento Sociale Fiamma Tricolore       | 3 055   | 1,81  |  |  |  |  |  |
|                               | Franco Gerardini            | Federazione Liste Civiche                | 1 773   | 1,05  |  |  |  |  |  |
|                               | Alfio Balsamo               | Partito Socialista                       | 1 374   | 0,82  |  |  |  |  |  |
| Totale                        | Totale                      | Totale                                   | 168 388 | 100   |  |  |  |  |  |
|                               |                             |                                          |         |       |  |  |  |  |  |
| Voti non validi               | Voti non validi             | Voti non validi                          | 9 932   | 5,57  |  |  |  |  |  |
| Votanti                       | Votanti                     | Votanti                                  | 178 320 | 88,33 |  |  |  |  |  |
| Elettori                      | Elettori                    | Elettori                                 | 201 887 |       |  |  |  |  |  |
|                               |                             |                                          |         |       |  |  |  |  |  |
| Data: 21 aprile 1996          |                             |                                          |         |       |  |  |  |  |  |
| Fonte: Ministero dell'interno |                             |                                          |         |       |  |  |  |  |  |

#### XIV legislatura
|                               | Celestino Pedrazzini ✔️ Eletto | Casa delle Libertà                       | 82 938  | 48,39 |  |  |  |  |  |
|                               | Aniello Rinaldi                | L'Ulivo                                  | 50 572  | 29,51 |  |  |  |  |  |
|                               | Valeria Pezzoni                | Lega per l'Autonomia - Alleanza Lombarda | 12 847  | 7,50  |  |  |  |  |  |
|                               | Ivano Gabaglio                 | Partito della Rifondazione Comunista     | 6 806   | 3,97  |  |  |  |  |  |
|                               | Fabio Ettore Fontana           | Lista Di Pietro                          | 5 407   | 3,15  |  |  |  |  |  |
|                               | Giorgio Inzani                 | Lista Pannella-Bonino                    | 4 458   | 2,60  |  |  |  |  |  |
|                               | Silvano Bussetti               | Fiamma Tricolore                         | 2 720   | 1,59  |  |  |  |  |  |
|                               | Angelo Pipero                  | Democrazia Europea                       | 2 368   | 1,38  |  |  |  |  |  |
|                               | Ernesto Benvenuto Bazzaco      | Partito Pensionati                       | 1 898   | 1,11  |  |  |  |  |  |
|                               | Livio Cosciani                 | Forza Nuova                              | 544     | 0,32  |  |  |  |  |  |
|                               | Maria Luraschi                 | Partito Liberal-Popolare                 | 449     | 0,26  |  |  |  |  |  |
|                               | Roberto Zagatti                | Liberaldemocratici Basta                 | 393     | 0,23  |  |  |  |  |  |
| Totale                        | Totale                         | Totale                                   | 171 400 | 100   |  |  |  |  |  |
|                               |                                |                                          |         |       |  |  |  |  |  |
| Voti non validi               | Voti non validi                | Voti non validi                          | 9 076   | 5,03  |  |  |  |  |  |
| Votanti                       | Votanti                        | Votanti                                  | 180 476 | 85,39 |  |  |  |  |  |
| Elettori                      | Elettori                       | Elettori                                 | 211 353 |       |  |  |  |  |  |
|                               |                                |                                          |         |       |  |  |  |  |  |
| Data: 13 maggio 2001          |                                |                                          |         |       |  |  |  |  |  |
| Fonte: Ministero dell'interno |                                |                                          |         |       |  |  |  |  |  |